# Typee: Um Olhar sobre a Vida na Polinésia
Typee: Um Olhar sobre a Vida na Polinésia (Typee: A Peep at Polynesian Life) é o primeiro livro do escritor norte-americano Herman Melville, tendo sido publicado primeiro em Londres e, em seguida, em Nova York, em 1846. Considerado um clássico na literatura de viagens e aventura, a narrativa é baseada nas experiências reais do autor como prisioneiro na ilha Nuku Hiva, Ilhas Marquesas, no Pacífico Sul em 1842, complementadas generosamente com a reconstrução e adaptação imaginativa de material de outros livros.
O título é o do nome de um vale designado por  Tai Pi Vai. Typee foi a obra mais popular de Melville durante a sua vida e tornou-o conhecido como o "homem que viveu entre os canibais".:291:294

## Enquadramento
Typee não foi "na verdade, nem uma autobiografia literal, nem pura ficção." Melville "extraiu o seu material das suas experiências, da sua imaginação e de uma variedade de livros de viagem quando a memória das suas experiências era insuficiente.":291:294 Ele afastou-se do que realmente aconteceu de diversos modos, às vezes alongando incidentes factuais, outras vezes fabricando-os e, por vezes, empregando o que um estudioso chama de "mentiras infundadas.":159
A estadia real de um mês em que Typee se baseia é apresentada na narrativa como sendo de quatro meses. Não há nenhum lago da ilha real onde Melville pode ter passeado de canoa com a adorável Fayaway e o cume cuja escalada Melville descreve após ter escapado do navio pode, na verdade, tê-lo visto numa gravura. Ele aproveitou imenso dos relatos de exploradores contemporâneos do Pacífico para acrescentar ao que poderia ter sido uma simples história de fuga, captura e nova fuga. A maioria dos revisores norte-americanos aceitou a história como autêntica, embora houvesse dúvidas entre alguns leitores britânicos.

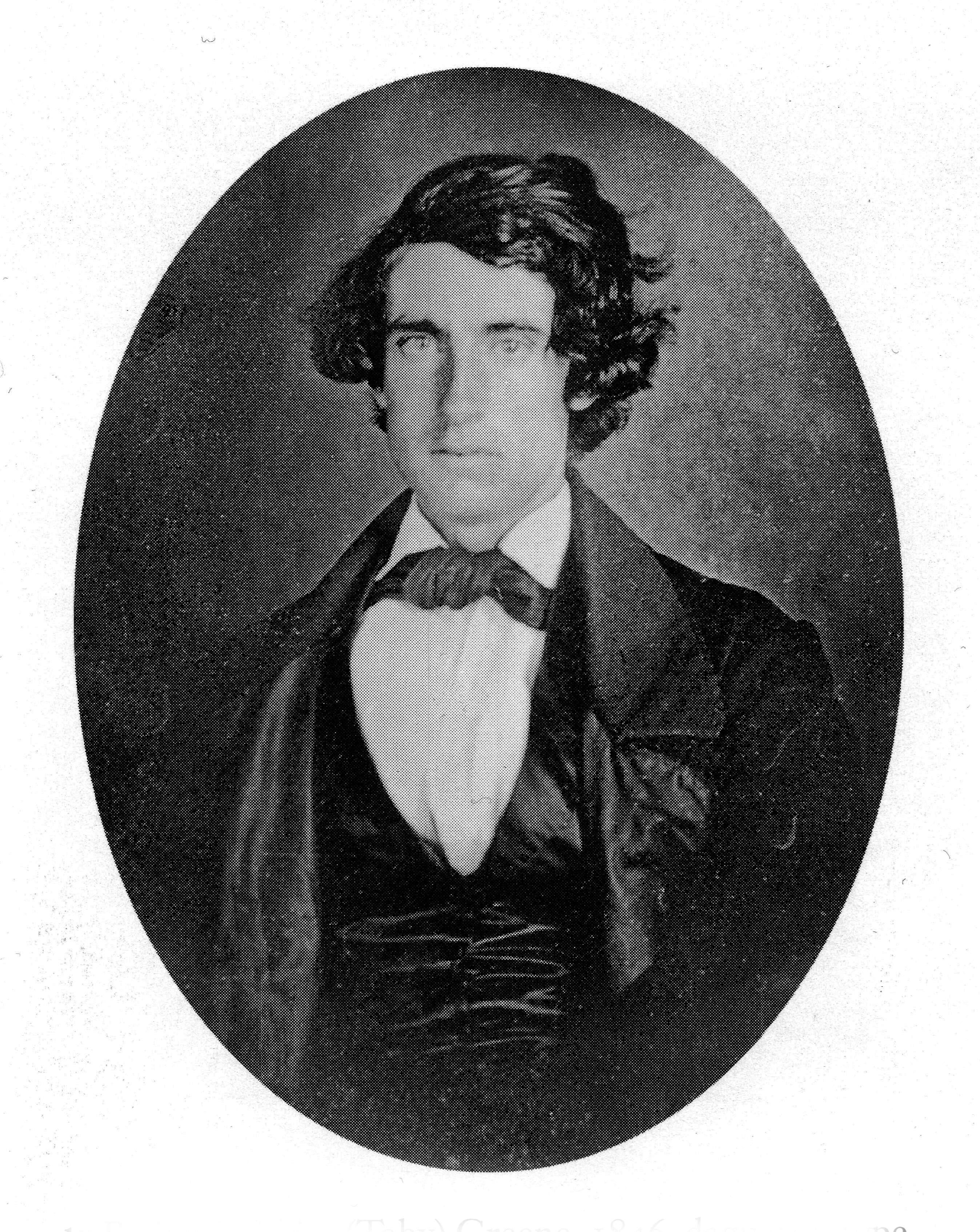
Richard Tobias (Toby) Greene (1846)

Dois anos após a sua publicação, muitos dos eventos do romance foram corroborados pelo náufrago companheiro de Melville, Richard Tobias "Toby" Greene.:291:294

A narrativa de Typee expressa simpatia pelos "selvagens", enquanto critica as tentativas dos missionários para os "civilizar":

"Pode-se afirmar sem medo de desmentidos que em todos os casos de atrocidades cometidas pelos polinésios, os europeus, num ou noutro momento, foram os agressores, e que a disposição cruel e sedenta de sangue de alguns dos ilhéus deve ser atribuída principalmente à influência de tais exemplos.
O voluptuoso indiano, com todos os desejos satisfeitos, a quem a Providência facultou abundantemente com todas as fontes de prazer puro e natural, e de quem estão afastados muitos dos males e dores da vida — o que tem ele a desejar das mãos de Civilização? Será ele mais feliz? Deixemos as então sorridentes e populosas ilhas havaianas, com os seus nativos doentes, esfomeados e moribundos de agora, responder à pergunta. Os missionários podem tentar disfarçar o problema à sua maneira, mas os fatos são incontestáveis."

## Recepção crítica

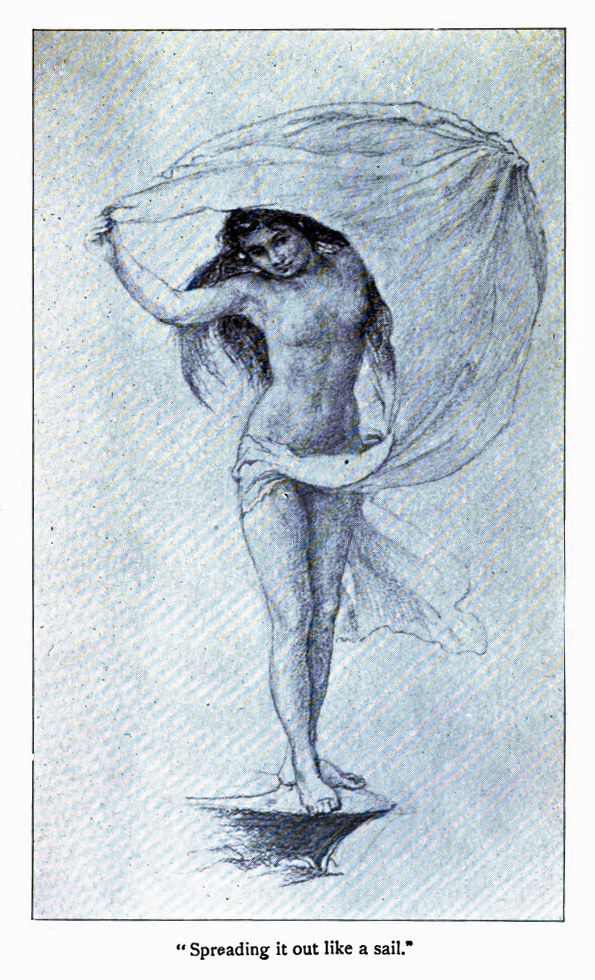
Fayaway

A opinião dos críticos sobre Typee divide-se. Os estudiosos usualmente focam a atenção no tratamento da raça por Melville, e no retrato pelo narrador dos seus anfitriões como povo nobre selvagem, mas há assinalável desacordo sobre em que medida os valores, atitudes e crenças expressadas são do próprio Melville, e se Typee reforça ou desafia as avaliações racistas da cultura do Pacífico.
Em Typee, o personagem Tommo vive apavorado de ser para sempre absorvido na sociedade nativa. Os críticos têm dado muita atenção ao seu medo de canibalismo. O romance afirma que os nativos de Typee comeram um habitante de um dos vales vizinhos. Os nativos que capturaram Melville asseguraram-lhe que ele não iria ser comido.
Typee pode ter sugerido aos escritores Robert Louis Stevenson, Louis Becke e Jack London temas e imagens da experiência do Pacífico: canibalismo, absorção cultural, colonialismo, exotismo, erotismo, abundância e beleza natural e uma apercebida simplicidade de estilo de vida, de desejos e motivações dos nativos.
The Knickerbocker apelidou Typee como uma história ao jeito do filme fantasioso do Barão Münchhausen.:203 O editor de Nova York Evert Augustus Duyckinck escreveu a Nathaniel Hawthorne que "é um livro agradável e animado, e não sobre o filosófico talvez."

## História da publicação
Typee foi publicado primeiro em Londres por John Murray em fevereiro de 1846 e depois em Nova Iorque por Wiley e Putnam em março de 1846. Foi o primeiro livro de Melville e fez dele de imediato um dos mais conhecidos autores norteamericanos.:285:4
A mesma versão foi publicada nos Estados Unidos, no entanto, as referências críticas aos missionários e ao cristianismo foram retiradas por Melville na segunda edição nos EUA a pedido do seu editor americano. Acrescentos posteriores incluíram uma "Sequela: A história de Toby" escrita por Melville, explicando o que aconteceu com o Toby.
Antes da sua publicação, a editora pediu a Melville para remover uma frase. Numa cena onde o Dolly é abordado por raparigas de Nukuheva, Melville originalmente escreveu:

O nosso navio foi então sujeito a todo o tipo de alvoroço e deboche. Nem a mais ténue barreira foi interposta entre as paixões sacrílegas da tripulação e a sua ilimitada satisfação.
A segunda frase foi removida da versão final.
O livro inaugural da série Biblioteca da América publicado em 1982, foi um volume que continha Typee, Omoo, e Mardi.

## Outra bibliografia
- Herbert, T. Walter (1980). Marquesan Encounters: Melville and the Meaning of Civilization. Cambridge, MA: Harvard University Press. ISBN 0674550668